# De Mallumsche Molen
De Mallumsche Molen is een onderslag watermolen aan de Berkel in de buurtschap Mallem in de Nederlandse gemeente Berkelland, op loopafstand van het dorp Eibergen. Behalve korenmolen is de molen ook als pelmolen in bedrijf. Er worden regelmatig op zaterdagmiddagen demonstraties pellen verzorgd.

## Vroege geschiedenis
De vroegste vermelding van deze watermolen stamt uit 1424. De molen maakte deel uit van het Hof te Mallem, een leengoed van de Heer van Borculo. De molen was een dwang- of banmolen, wat betekent dat de boeren uit de omgeving verplicht waren daar hun graan te laten malen. Dit verzekerde de heer van inkomsten. Verschillende families hebben het leengoed bewoond en voerden dus ook het beheer over de molen.
Nadat de Havezate Mallum rond 1750 werd gesloopt, werd het Muldershuis, de naastgelegen kleine boerderij van de molenaar (Nedersaksisch: mulder), voorzien van een luxe dwarshuis. Zodoende kon de Heer van Mallum toch nog onder comfortabele omstandigheden in Mallum verblijven. De Hof werd toen al niet meer permanent bewoond, maar gebruikt voor de jacht en doorreis.
Het Muldershuis was ook een pleisterplaats met schipperscafé voor de schippers van Berkelzompen, welke moesten wachten op het schutten van hun schepen. In 1895 kwam het molencomplex in het bezit van het Waterschap van de Berkel.

## Olie- en eekmolen
Oorspronkelijk was de molen een dubbelmolen, met op de linkeroever (stroomafwaarts gezien) een olie- en eekmolen, welke in de 17e eeuw ook een poosje dienst heeft gedaan als papiermolen. Deze molen brandde in 1755 af en werd herbouwd. Ze zakte in 1917 de molenkolk in en werd in 1918 gesloopt. Op de plek van de verdwenen molen werden badhokjes gebouwd. De molenkolk werd tot rond de Tweede Wereldoorlog gebruikt als zwembad.

## Koren- en pelmolen
Op de rechteroever bevindt zich een koren- en pelmolen. De huidige molen is in 1748 gebouwd, nadat zijn voorganger in 1746 afbrandde. Deze molen heeft tot 1943 commercieel gemalen. In 1948 kocht de stichting De Mallumse Molen het gebouw van het waterschap voor het symbolische bedrag van 1 gulden. De stichting begon al snel met de restauratie tot maalvaardige molen. De molen is de enige pelmolen op waterkracht in Nederland.

## Inrichting
De molen heeft een houten waterrad en een houten wateras. Het waterrad is 4,80 m en de houten schoepen zijn 85 cm breed. Het waterwiel op de wateras drijft de bonkelaar op de koningsspil aan. Bovenaan de koningsspil zit het spoorwiel dat het maalkoppel en het pelkoppel aandrijft. Het waterwiel kan ook een maalstoel aandrijven, die echter niet meer wordt gebruikt.
De molen heeft een maalkoppel en een maalstoel. Alleen het maalkoppel wordt nog gebruikt voor het malen van graan. De 16der (140 cm in doorsnede) maalstenen zijn zogenaamde blauwe stenen (basalt). De 17der (150 cm in doorsnede) pelstenen zijn van Bentheimer zandsteen.
De gepelde gerst wordt rechtstreeks via de aflaatschuif op de zifterij gestort.
In de molen staat een buil, koekenbreker, pletter, wanmolen en lintzaag.
Verder heeft de molen een elektrisch aangedreven jakobsladder.

## Overbrengingen
- Het waterwiel heeft waarschijnlijk 27 kammen.
- De bonkelaar heeft waarschijnlijk 13 kammen.
- Het varkenswiel voor aandrijving van de maalstoel heeft 13 kammen.

De overbrengingsverhouding van waterwiel naar bonkelaar is 1 : 2.
- Het spoorwiel heeft 80 kammen met een steek van 9,0 cm.
- De steenschijfloop van het maalkoppel heeft 30 staven.

De overbrengingsverhouding van het maalkoppel is 1:5,3.
De overbrengingsverhouding van de maalstoel is onbekend.
- De steenschijfloop van de pelsteen heeft 16 staven

De overbrengingsverhouding van het pelkoppel is 1:10.

## Rijksmonument
De molen is een rijksmonument. Dit geldt ook voor de sluis bij de molen en het bijbehorende muldershuis. De sluis is recent gerestaureerd. Deze restauratie heeft vertraging opgelopen vanwege het aantreffen van een zeldzame varen. Het gebied rond de molen is een beschermd dorpsgebied.

## Fotogalerij

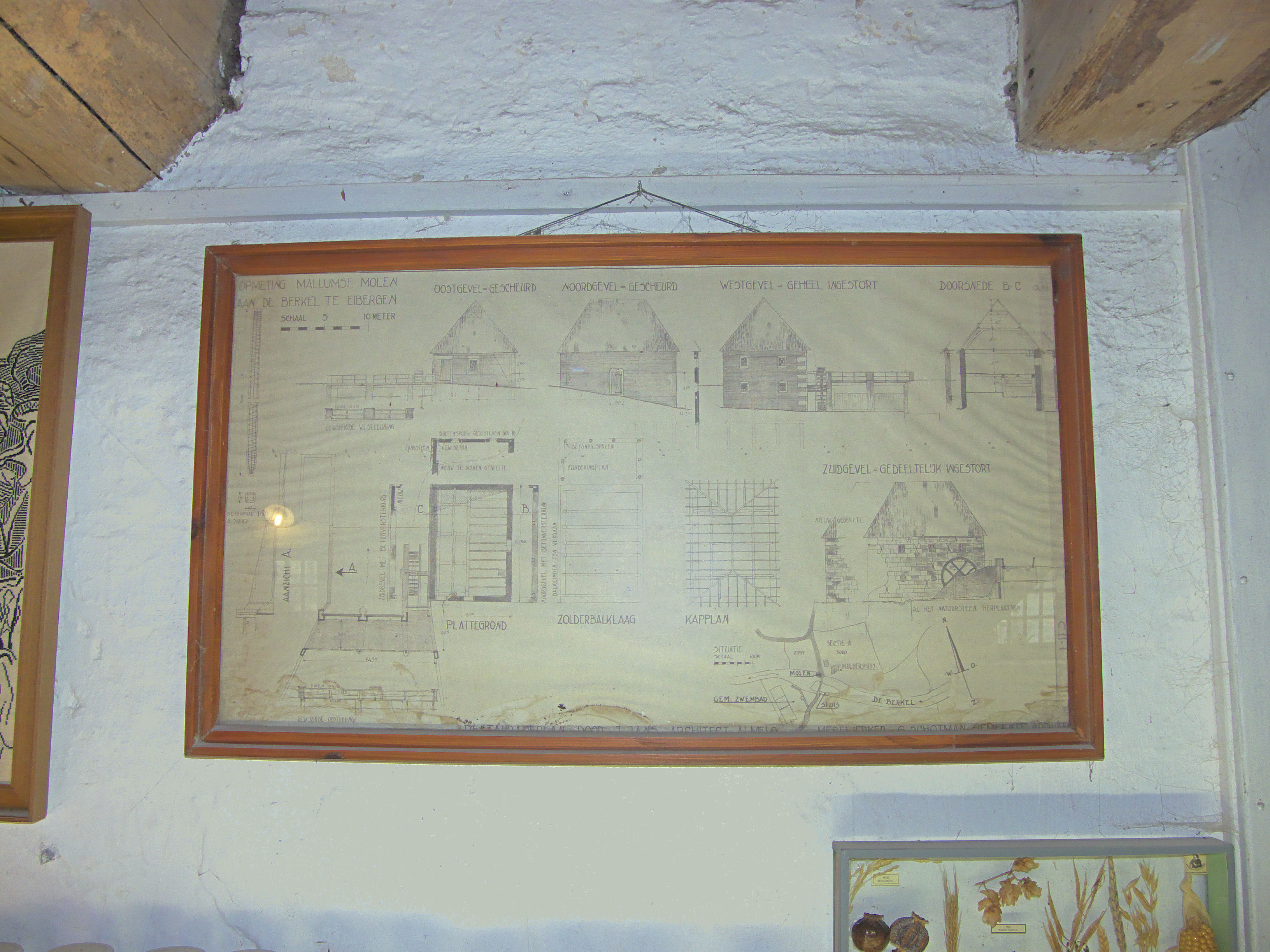
Plattegrond
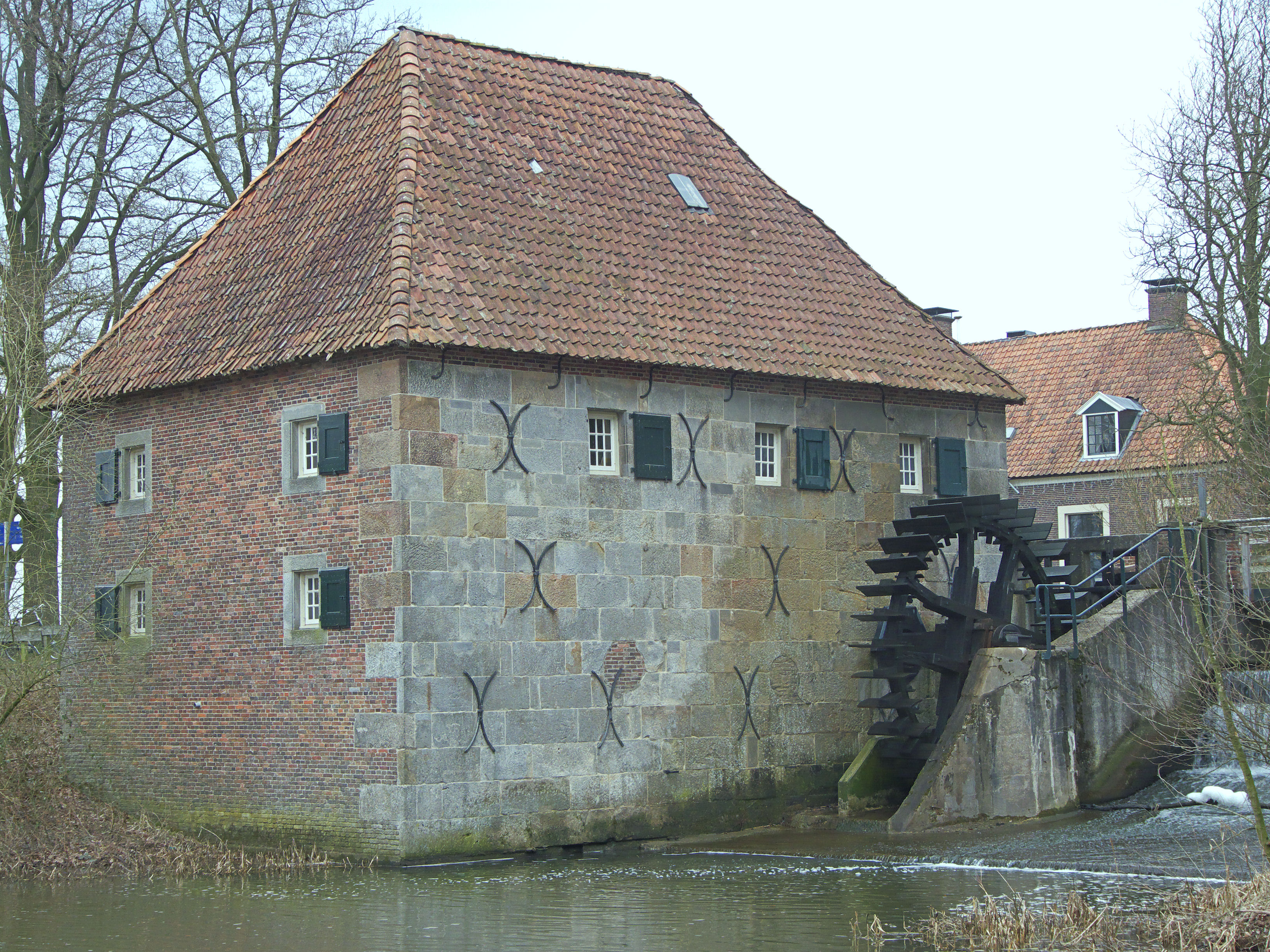
Maart 2013
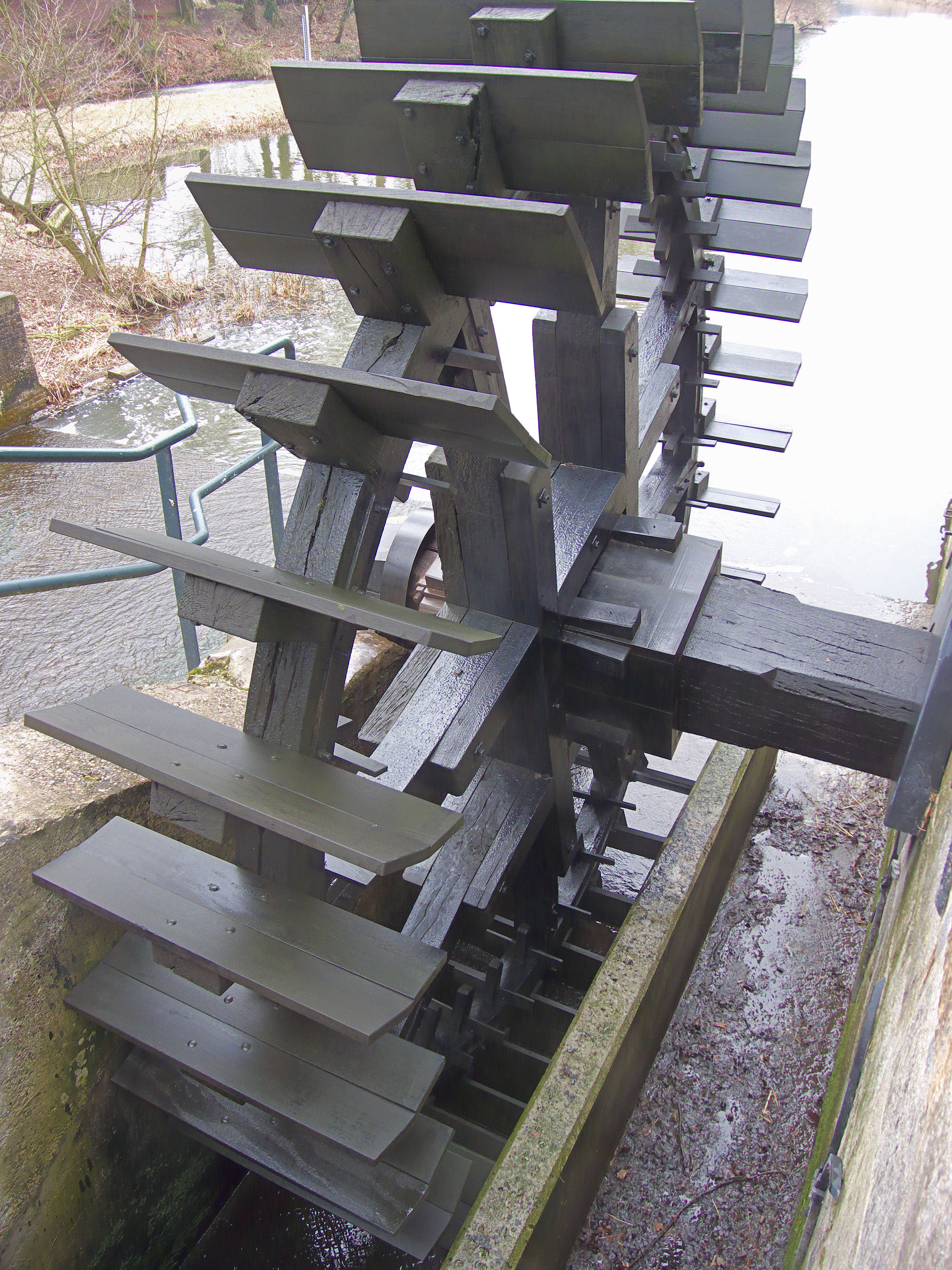
Waterrad
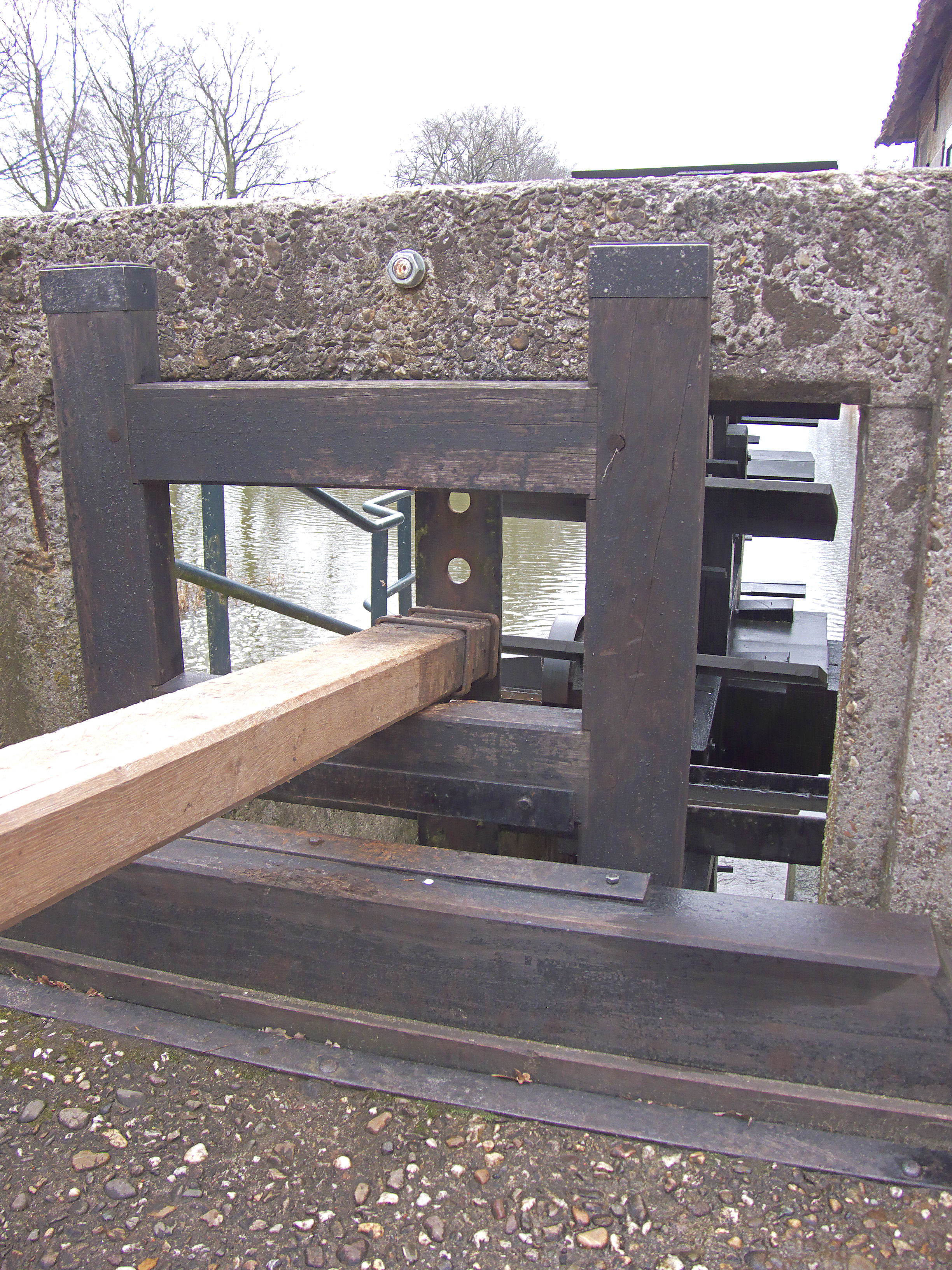
Schuif voor watertoevoer waterrad
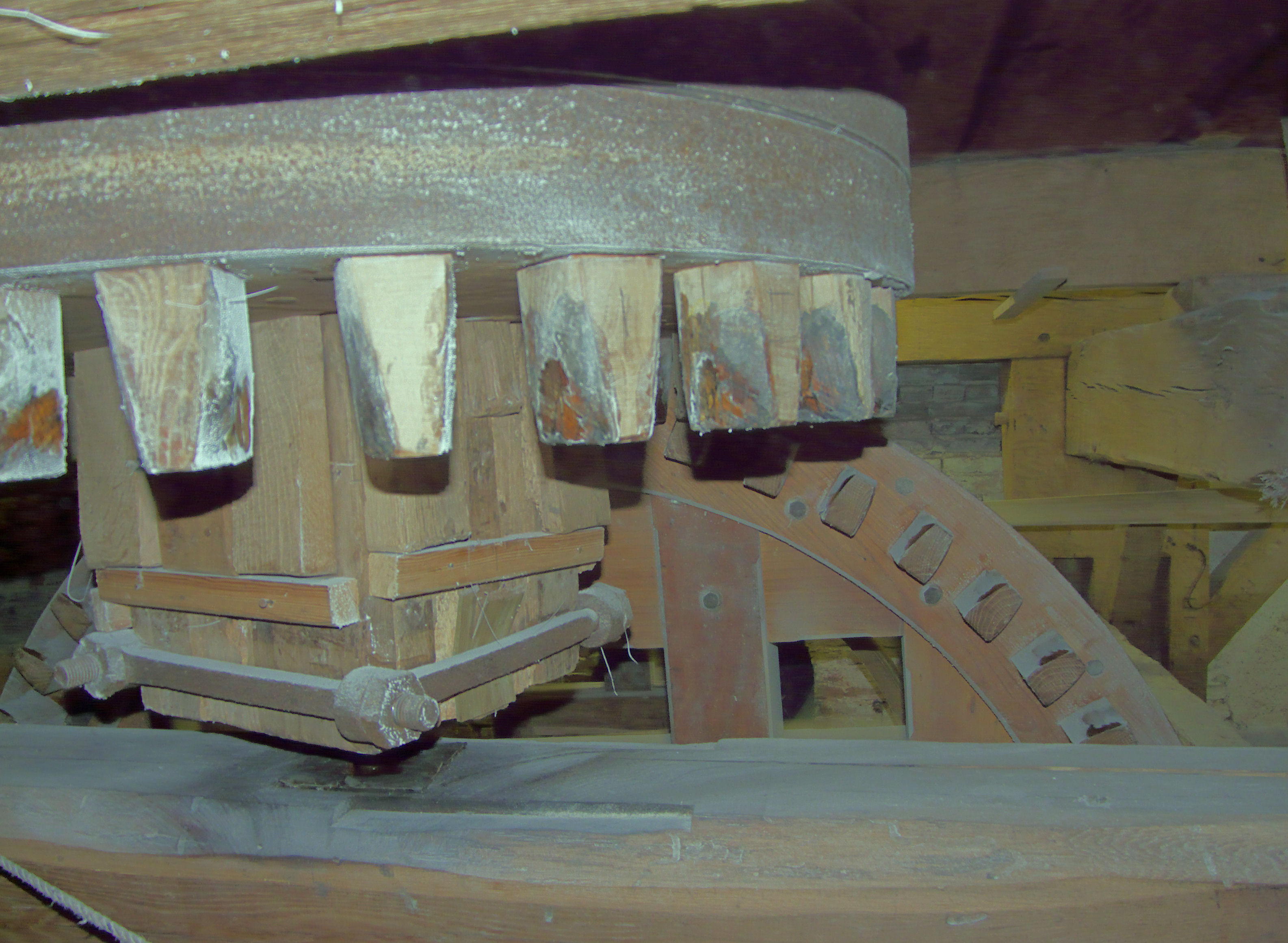
Bonkelaar voor aandrijving koningsspil
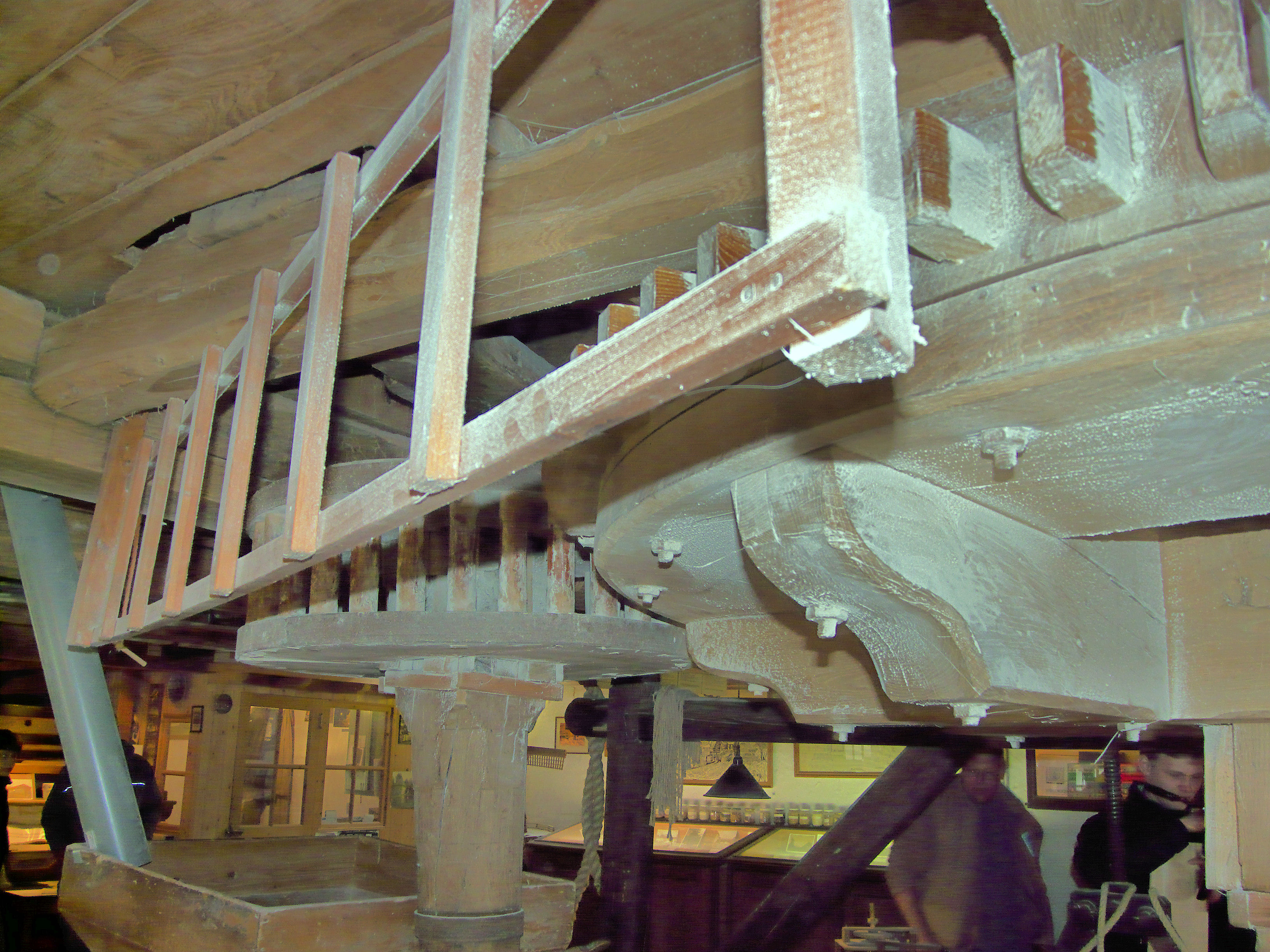
Steenrondsel maalkoppel
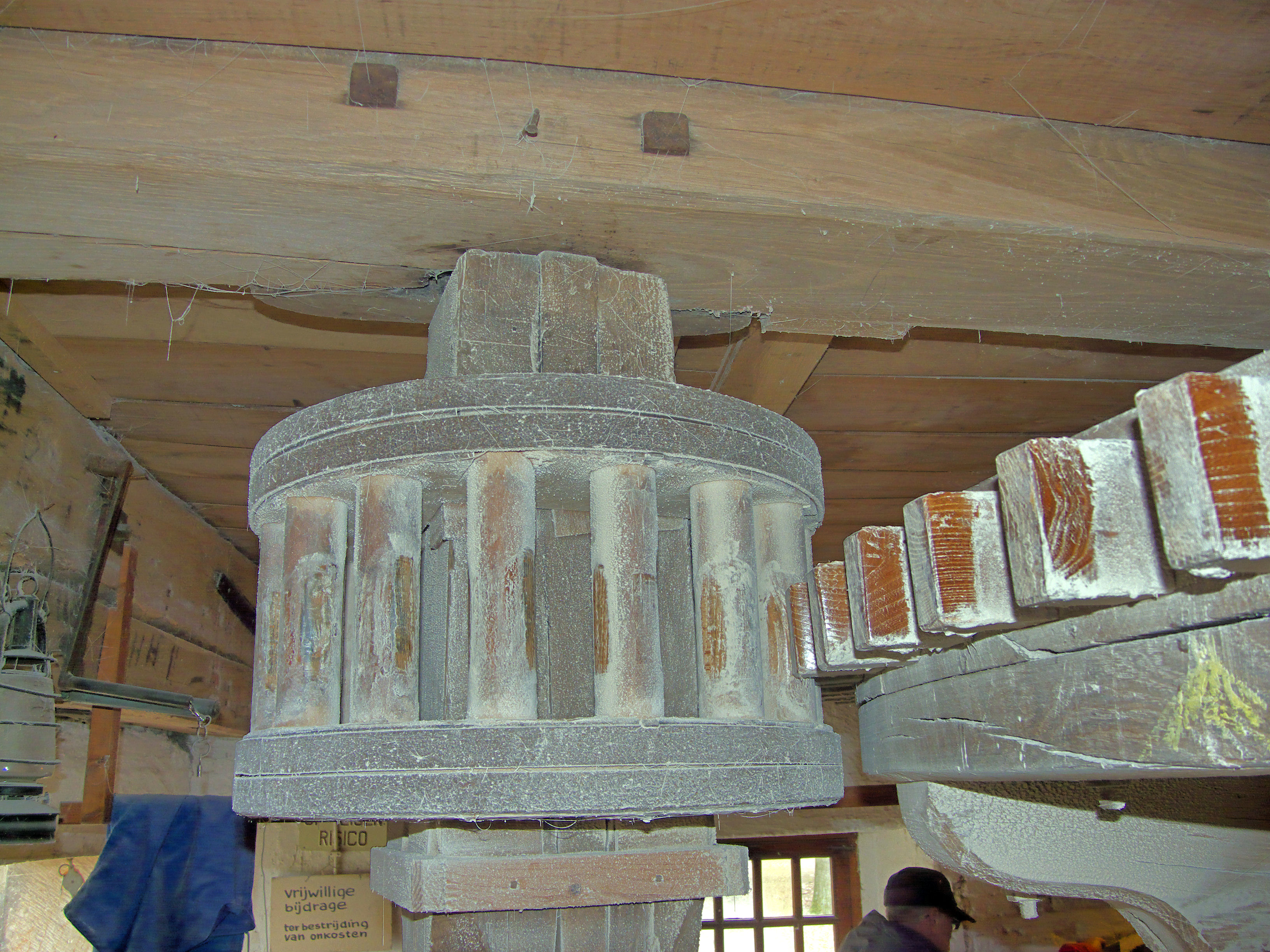
Steenrondsel pelkoppel
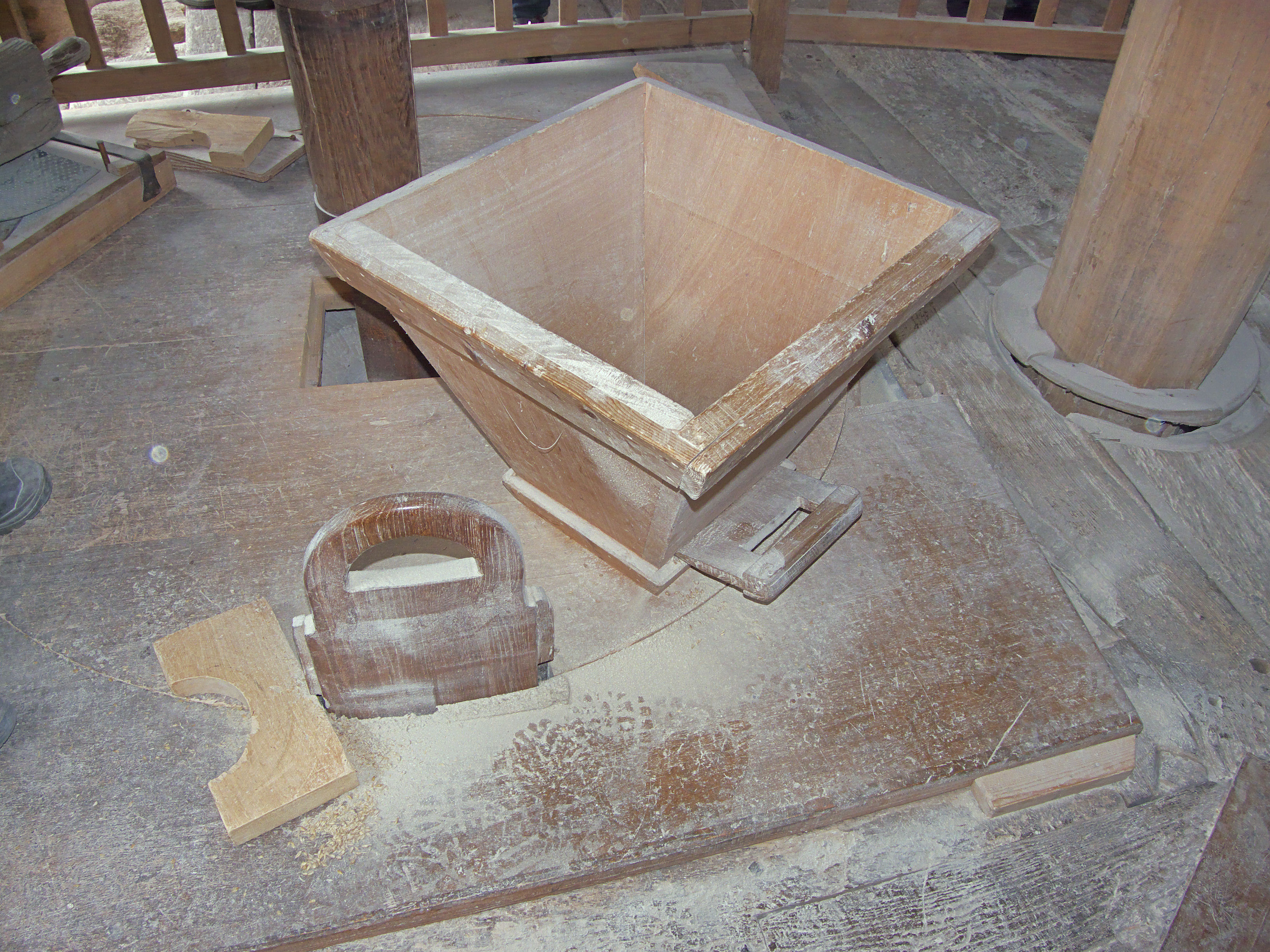
Pelkoppel met kaar en aflaatschuif
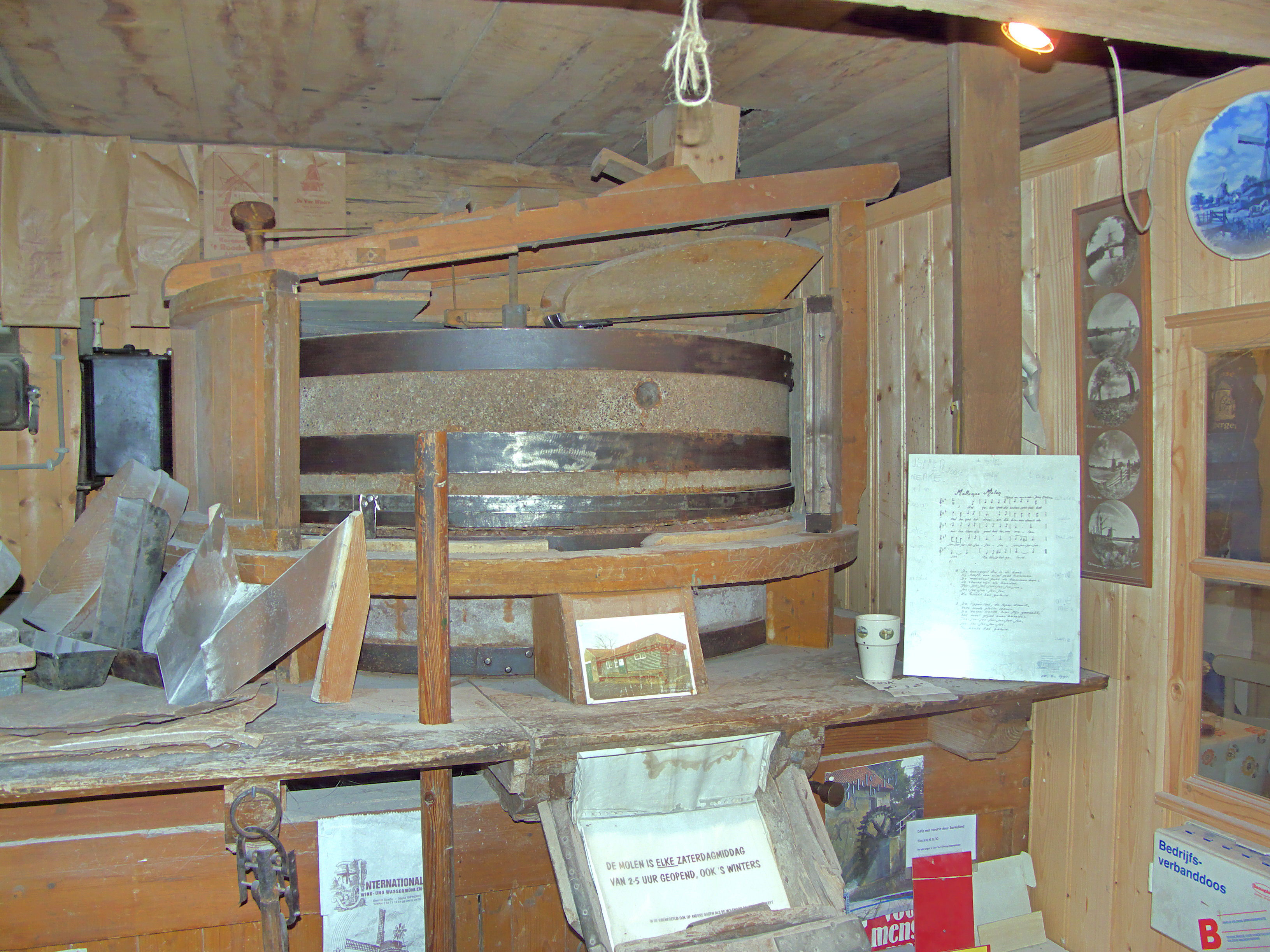
Maalstoel
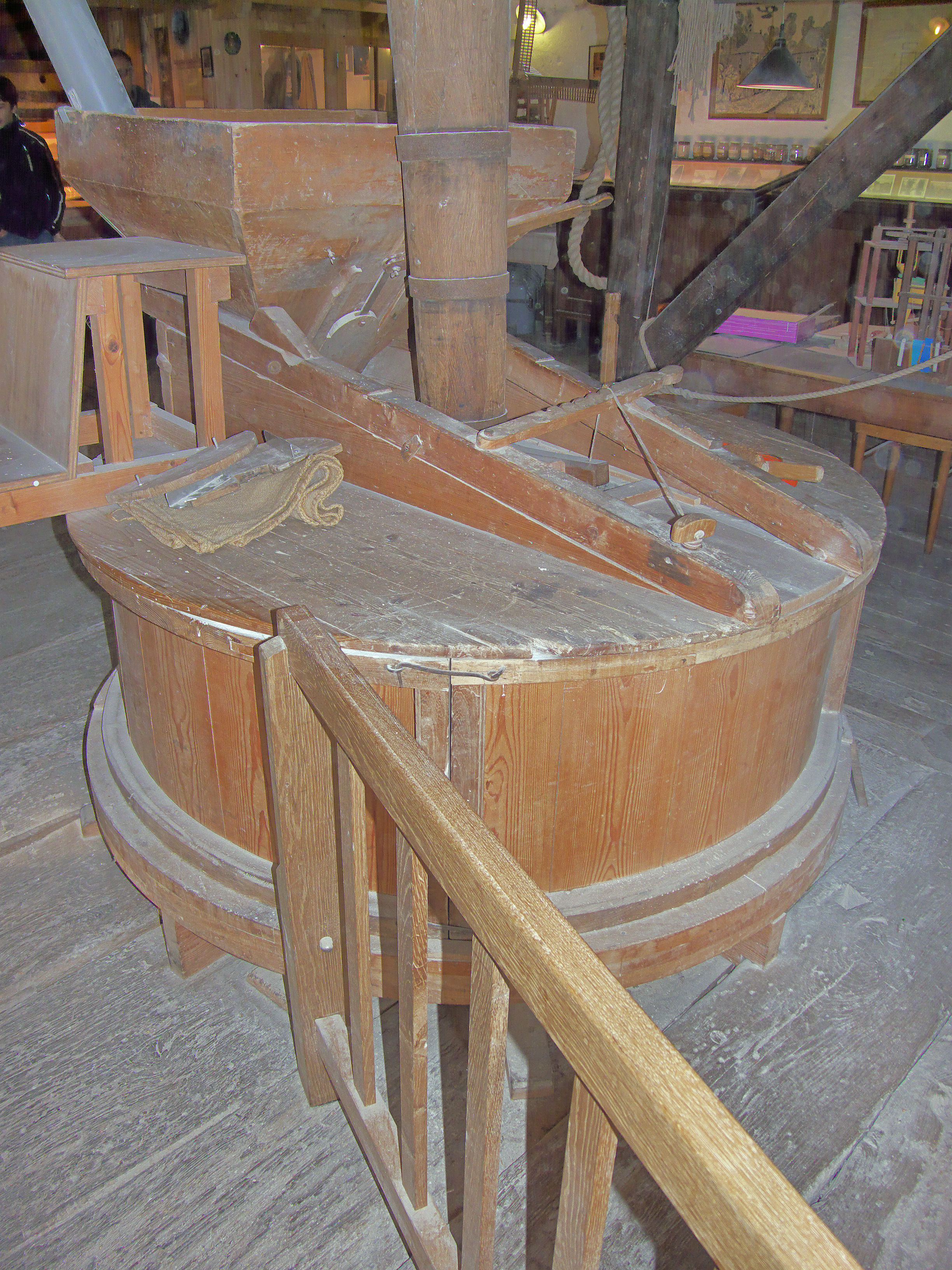
Maalkoppel